# Дворец пионеров
Дворе́ц пионе́ров, также Дом пионе́ров — детское учреждение дополнительного образования в СССР. На базе дворцов пионеров работали детские профильные кружки, клубы и творческие коллективы, действовала методическая служба пионерской организации.
В 1991 году, после распада СССР, когда КПСС была запрещена, Всесоюзная пионерская организация имени В. И. Ленина была распущена. Её имущество было конфисковано и передано в учреждения дополнительного образования детей с новым названием, как правило, «Дворец детского и юношеского творчества».

## История
29 апреля 1923 года в Хамовническом районе Москвы на базе детского клуба «Трудовая коммуна» открылся первый в стране Дом пионеров. В 1920—1930-е годы в Москве было продолжено создание подобных учреждений, число которых достигло 13 к 1939 году.
После принятия Совнаркомом РСФСР постановления от 26 декабря 1932 года «О мероприятиях по развёртыванию внешкольной работы среди детей в 1933 г.» начался настоящий бум открытия новых детских внешкольных учреждений, в том числе домов и дворцов пионеров и школьников. Первый Дворец пионеров и октябрят был открыт 6 сентября 1935 года в Харькове.
В Таганроге Дворец пионеров и школьников был открыт 24 января 1936 года.

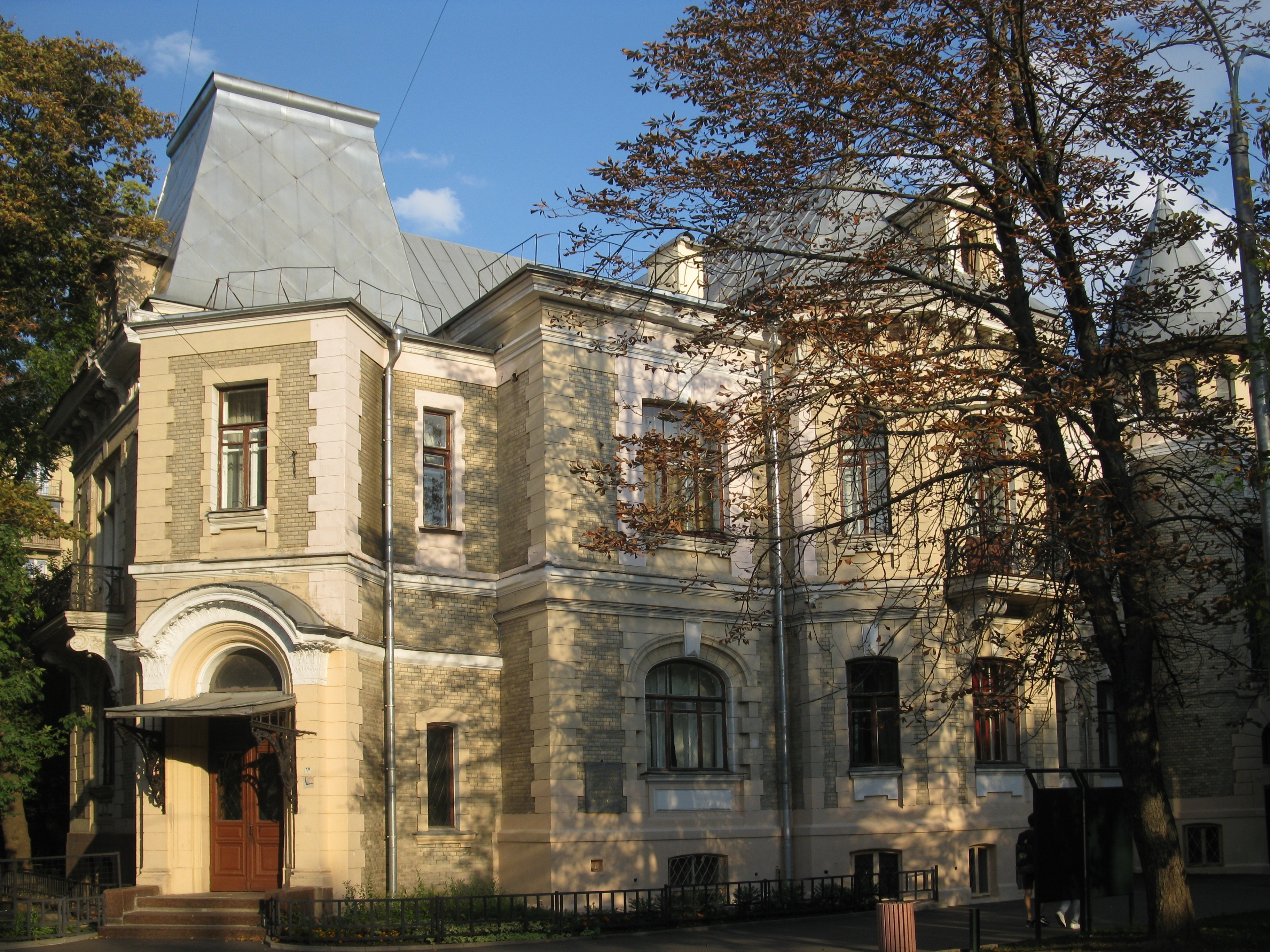
Дом пионеров в Москве. Переулок Стопани

В июне 1936 года в Москве в переулке Стопани открылся городской Дом пионеров и октябрят (в 1965 году он был переименован во Дворец).

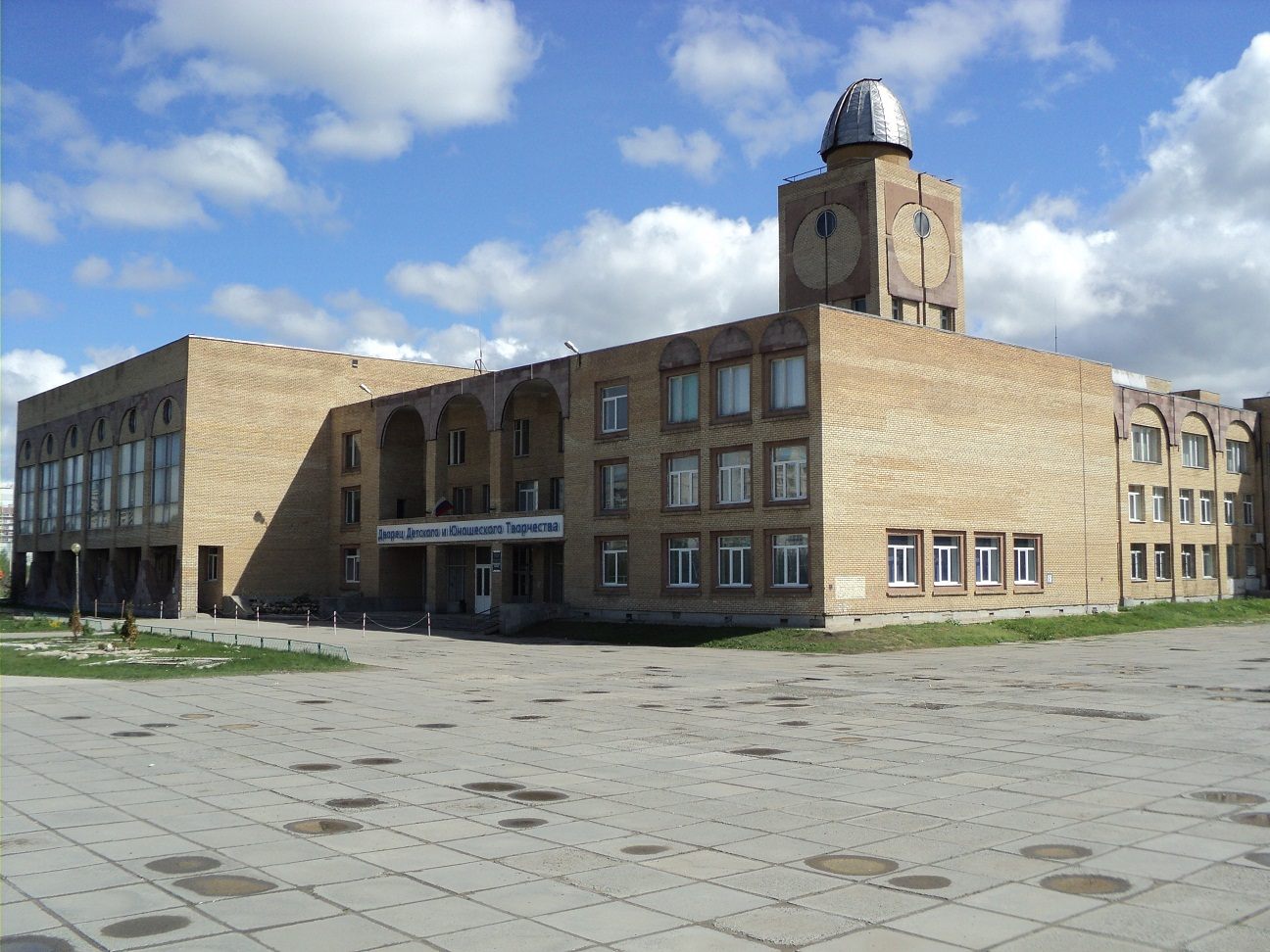
Дворец пионеров в Тольятти

В 1930-е годы дворцы пионеров были открыты и в других городах.
К 1957 году в СССР было построено 2153 дворца и дома пионеров.
К концу 1980-х годов в СССР работало свыше 3800 дворцов и домов пионеров.
6 января 2007 года в честь Московского дворца пионеров наименование «Дворец пионеров» (международное название малой планеты — 22249 Dvorets Pionerov) было присвоено малой планете, открытой  11 сентября 1972 года.

### Реорганизация
В 1991 после распада СССР и запрета КПСС Всесоюзная пионерская организация имени В. И. Ленина была распущена, а её имущество конфисковано. Дворцы пионеров были преобразованы в учреждения дополнительного образования детей с новым названием «центры (или дворцы) детского и юношеского творчества», которые закреплены при муниципалитетах.

## Архитектура
Вначале дворцы пионеров размещались главным образом в переоборудованных для этих целей особняках и дворцах аристократии, конфискованных после революции:
- Дворянское собрание (Харьков) — первый в СССР Дворец пионеров, открыт в 1935 году, 31 декабря 1935 года там прошла первая в СССР новогодняя ёлка.
- Здание городской управы (Таганрог) — первый на территории России Дворец пионеров, открыт 24 января 1936 года[1].
- Бывший особняк купца Воронина (Царицын) — первый на территории России Дворец пионеров, открыт 17 мая 1936 года.
- Воронцовский дворец (Одесса), открыт 31 декабря 1936 года.
- Аничков дворец (Ленинград), открыт 12 февраля 1937 года.
- Усадьба Расторгуевых-Харитоновых (Свердловск), открыт в 1937 году.
- Ложа Трёх патриархов, открыт в Советске после Великой Отечественной войны.
- В некоторых городах под те же цели отводились бывшие дворянские и купеческие дома, часто, относительно небольшие по размеру. Например, в Саратове в 1970-е годы одновременно работал Дворец пионеров (на пл. Революции) и Дом пионеров (рядом с кинотеатром «Комсомолец»).

В начавшемся с середине 1930-х годов строительстве новых зданий для дворцов и домов пионеров преобладали подражания формам дворцовой архитектуры прошлых эпох. Лишь с конца 1950-х годов появились новые образцы этого типа зданий — Киевский дворец пионеров и школьников им. Н. Островского (1962—1965). Крупнейший в СССР Дворец пионеров и школьников на Ленинских горах в Москве был открыт 1 июня 1962 года.
Структура дворцов и домов пионеров, малоэтажных в силу специфики работы с детьми, слагалась из отдельных функциональных зон и групп помещений в соответствии с характером проводимой работы (политико-массовой, юннатской, в области технического и художественного творчества, спортивной). Большая роль принадлежала идее синтеза искусств. Планировка прилегающего участка выполнялась с площадью парадов, игровыми и спортивными площадками и другими сооружениями.

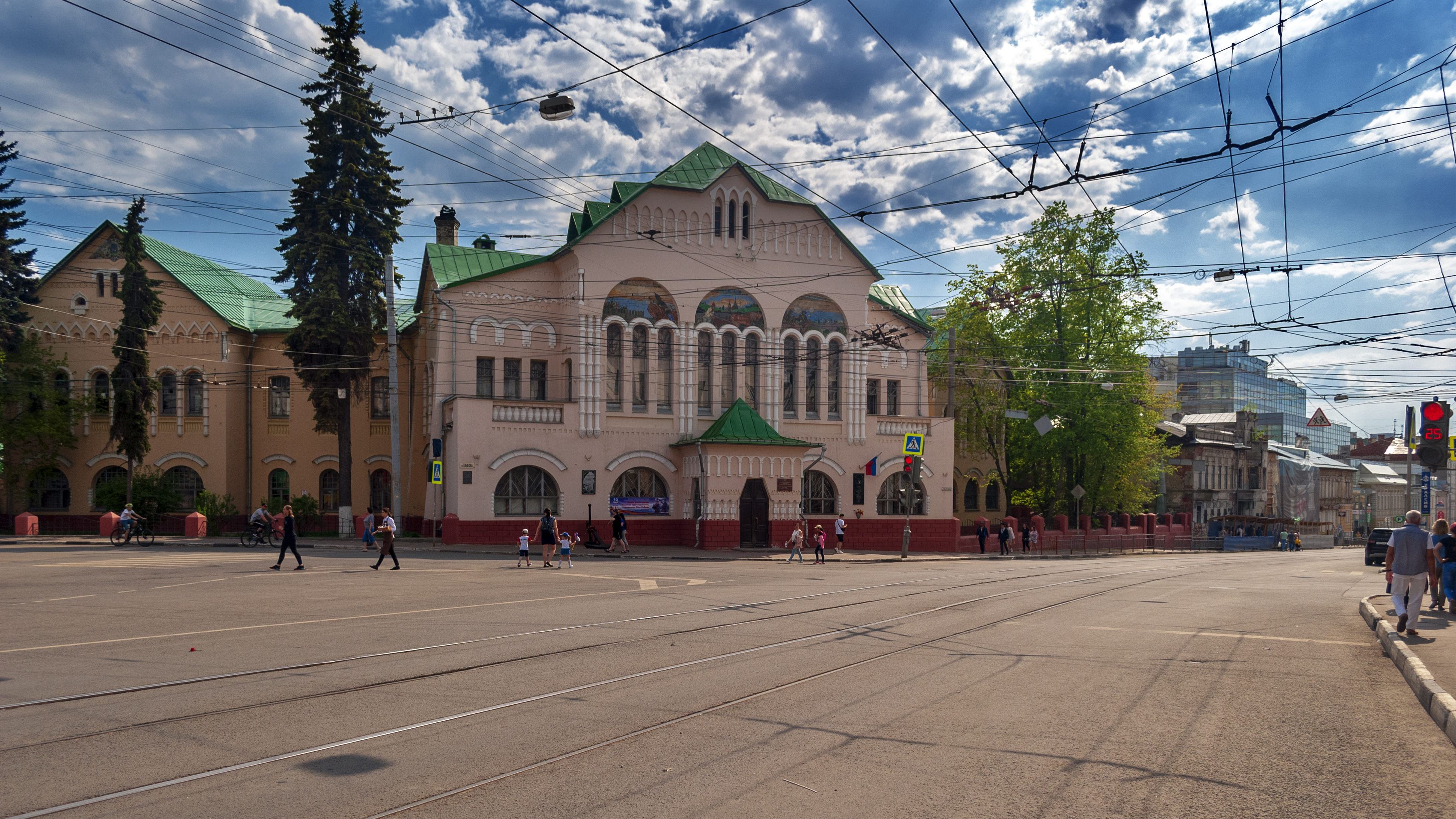
Дворец пионеров в Нижнем Новгороде
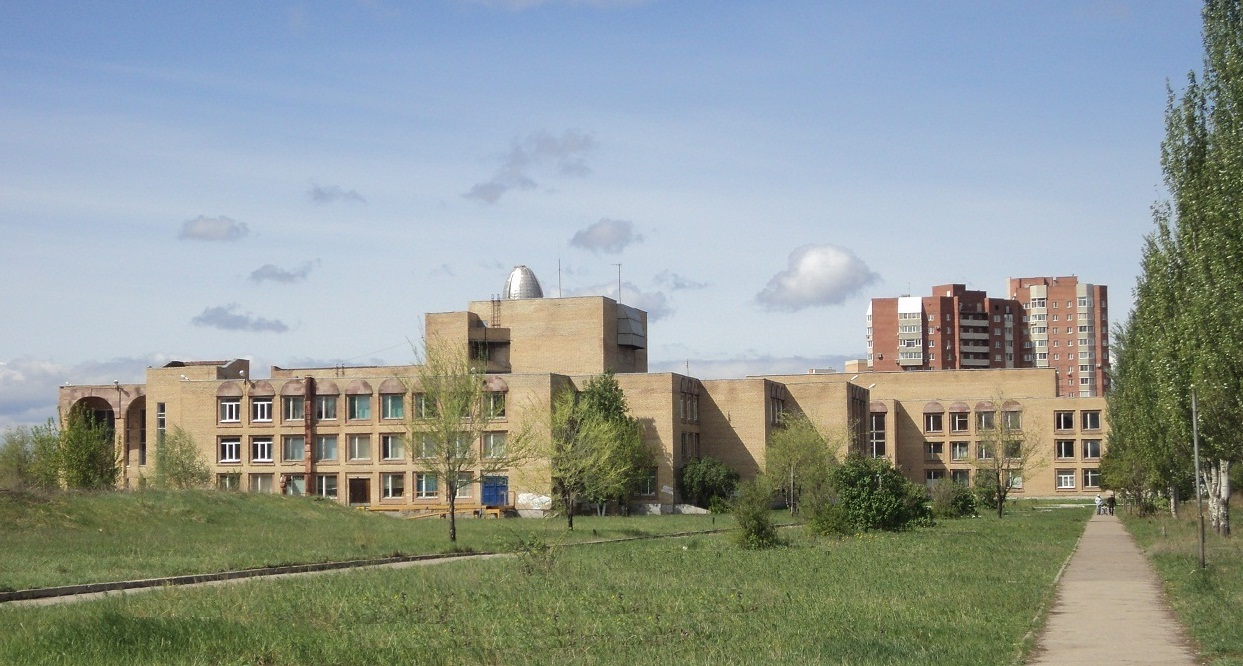
Дворец пионеров в Тольятти
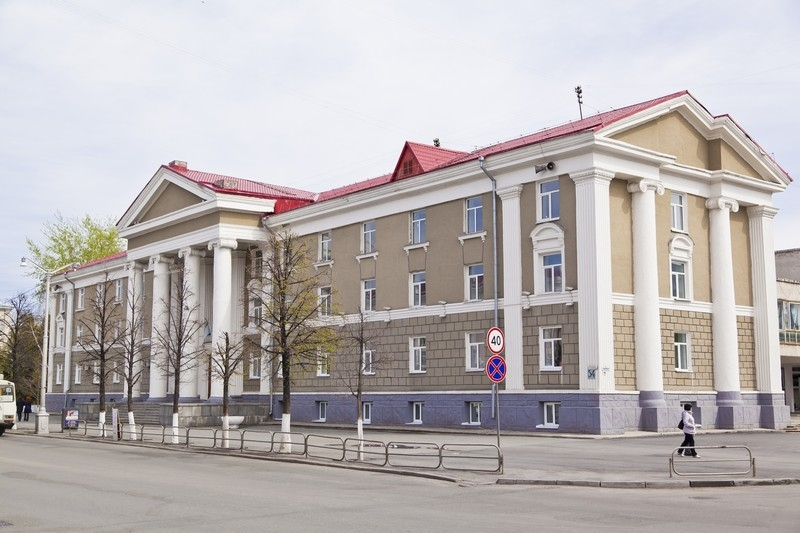
Дворец пионеров в Кургане
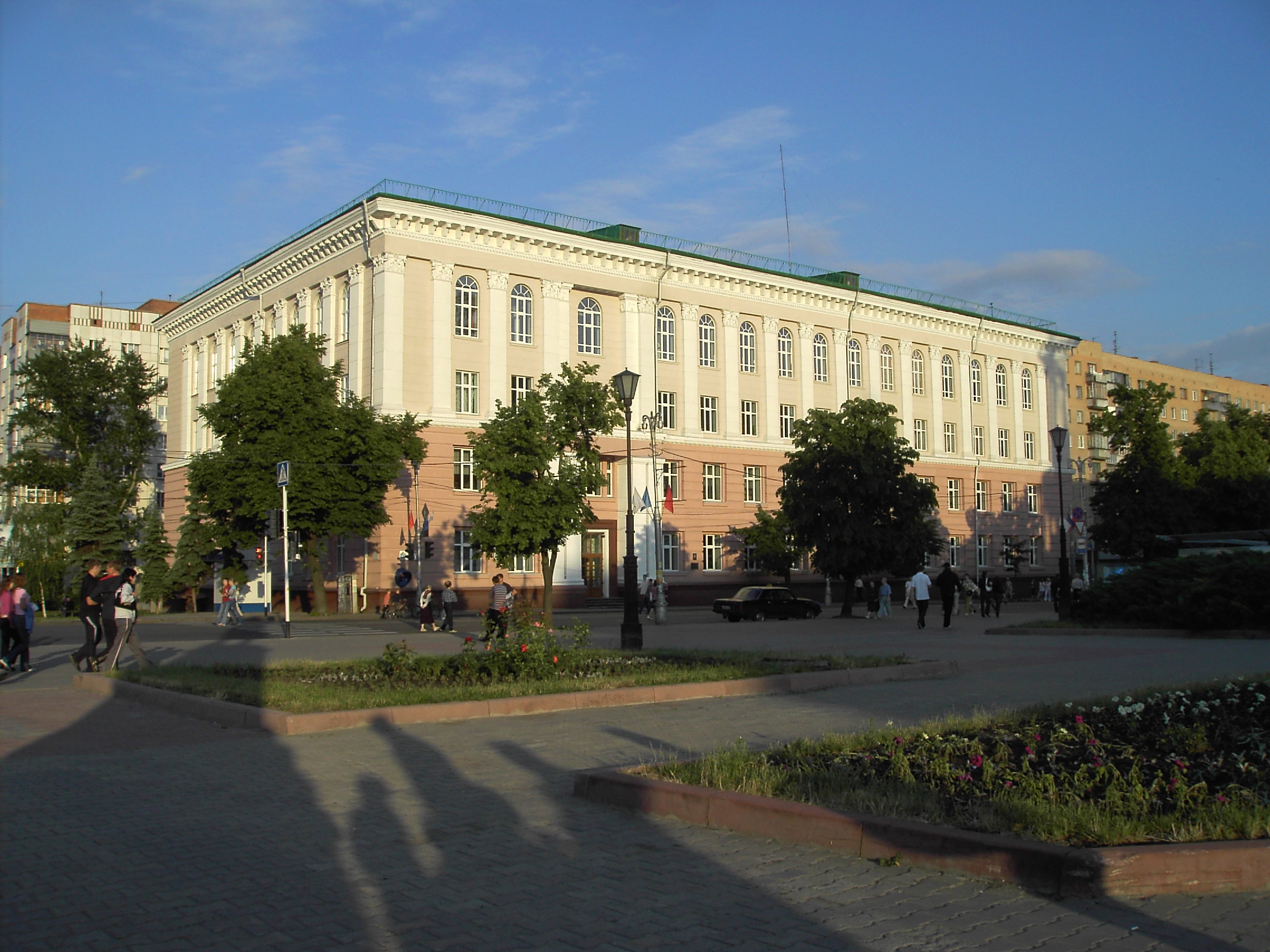
Дворец пионеров в Курске
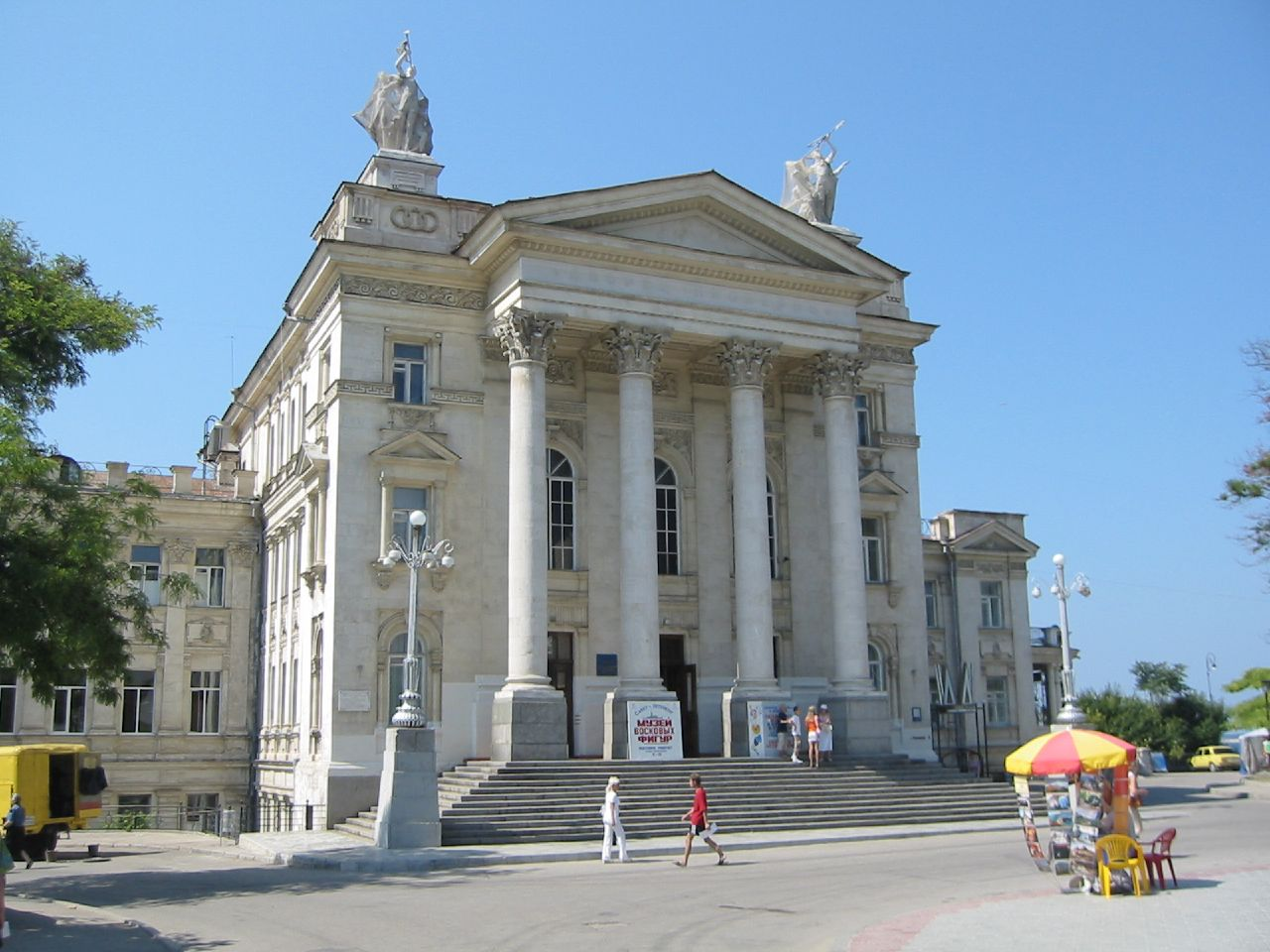
Дворец пионеров в Севастополе
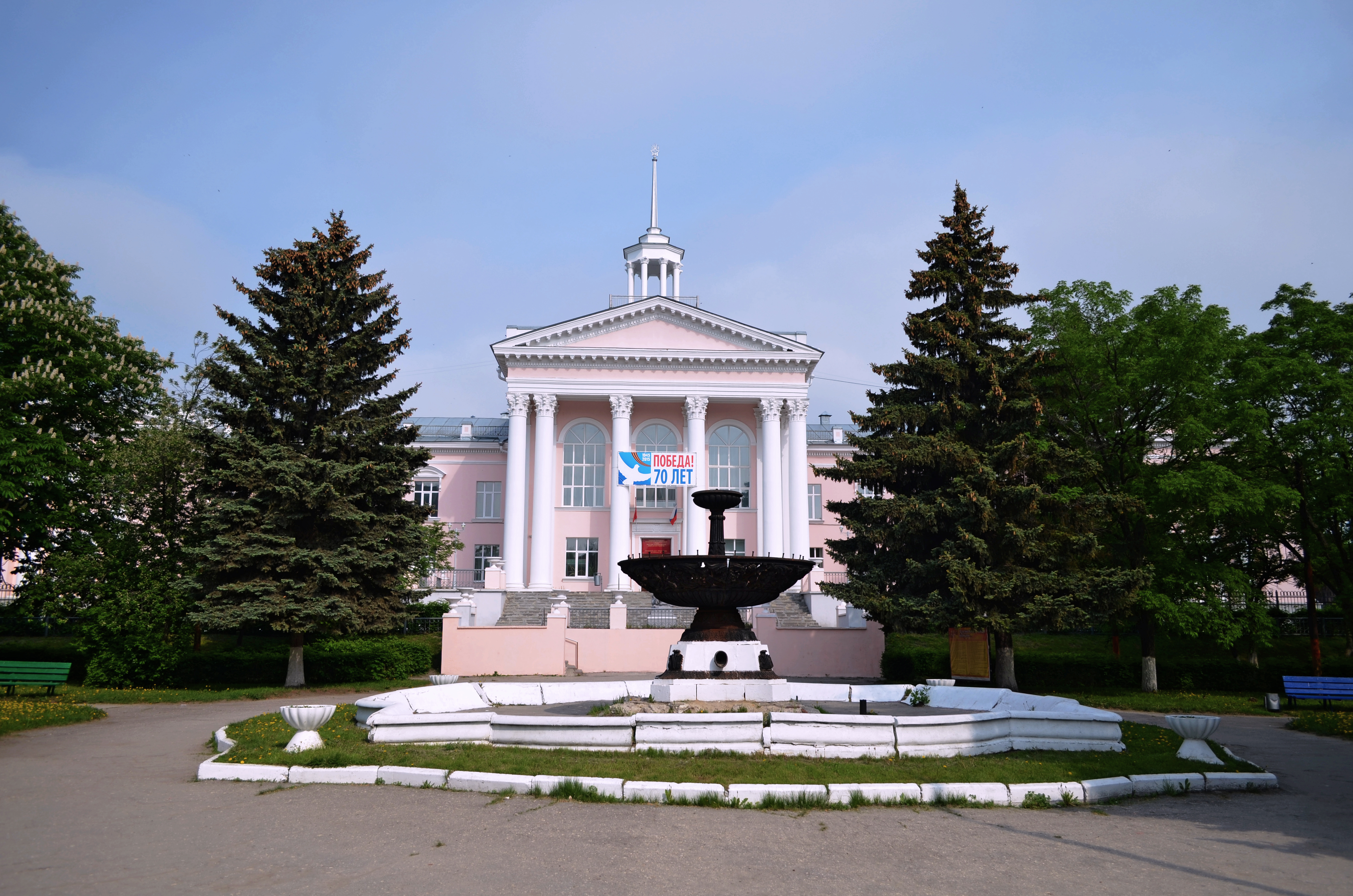
Дворец пионеров в Рязани

## Дворцы пионеров за пределами СССР

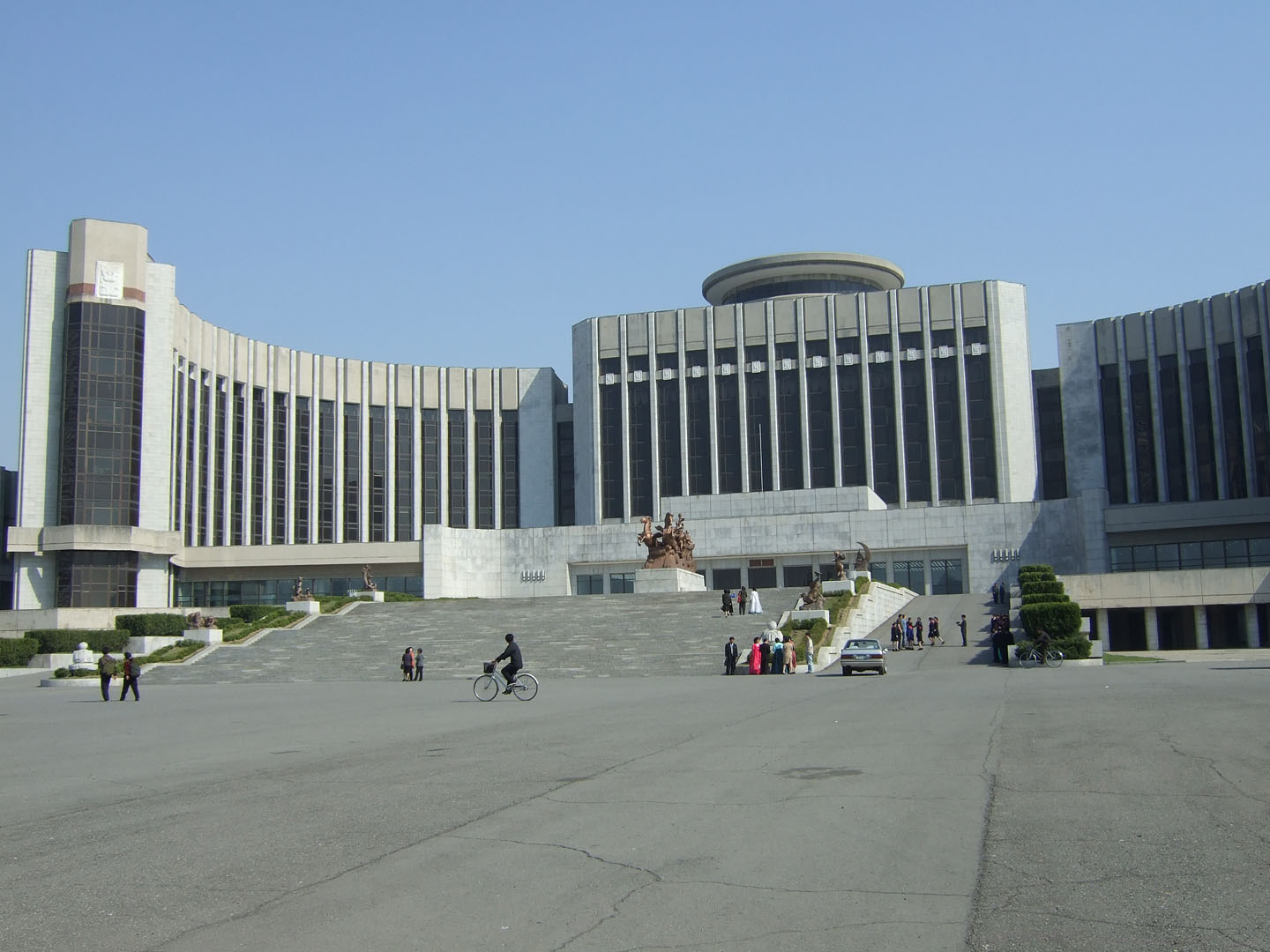
Дворец школьников района Мангёндэ, Пхеньян

Развитие внешкольного образования в СССР стало образцом для стран социализма. Похожие дворцы пионеров возникли в XX веке в Восточной Европе, ГДР, КНДР, КНР и на Кубе. В 1989 году в столице КНДР был построен Дворец школьников района Мангёндэ.